# Jeanne Tunica
Jeanne Tunica est une femme politique française, née à Graissessac (Hérault) le 30 décembre 1894 et morte à Nouville (Nouvelle-Calédonie) le 24 février 1972,. Cofondatrice du Parti communiste calédonien, elle relaie les revendications sociales et politiques des Kanaks et des travailleurs vietnamiens de Nouvelle-Calédonie dans l'immédiat après-guerre. Forcée de s'exiler en raison des pressions politiques qu'elle subit, elle finira sa vie dans l'oubli.

## Biographie
Jeanne Bernard naît en France métropolitaine en 1894 au sein d'une famille protestante des Cévennes. Son père, médecin, séjourne un temps en Nouvelle-Calédonie, ce qui explique sans doute le départ ultérieur de Jeanne Tunica pour ce qui est alors une colonie française lointaine. Divorcée, elle se met en couple à partir de 1924 avec Francisco Tunica y Casas, un mécanicien espagnol. Le couple s'installe en Nouvelle-Calédonie en 1929, y ouvre un garage et se marie en 1935. Ils ont un fils en 1936. 

### Engagement communiste
C'est au cours de la Seconde Guerre mondiale que son engagement politique naît. Elle participe au ralliement de la colonie à la France libre, alors que la lutte entre pétainistes et gaullistes divise la population locale. En octobre 1941, elle fonde avec le conseiller général Florindo Paladini l'association des amis de l'URSS qui collecte 109 000 francs pour les Francs-tireurs et partisans. À partir de 1943, son bar-restaurant à Nouméa devient le principal lieu de rassemblement des sympathisants communistes de l'archipel, soit aussi bien des soldats américains, des Caldoches ou encore des engagés indochinois ou des Kanaks. Puis elle cofonde le Parti communiste calédonien en janvier 1946 et en devient secrétaire générale. Cette création est une initiative locale qui va à l'encontre de la ligne du Parti communiste français qui est opposé à la création de sections coloniales du parti à base européenne. 
À cette même époque, un fort mouvement syndical apparait chez les travailleurs vietnamiens de l'industrie du nickel en Nouvelle-Calédonie, qui sont inspirés par l'idéologie Viêt Minh. Ils forment une association et sont syndiqués à la CGT. Jeanne Tunica soutient leurs mouvements de grève aux hauts fourneaux de Doniambo (décembre 1944) et à la mine de Thio (avril 1945). Elle appuie aussi le syndicat des ouvriers agricoles vietnamiens des Nouvelles-Hébrides. Parallèlement, elle soutient les revendications des Kanaks qui réclament le droit de vote et la fin de la tutelle du service des affaires indigènes. Ces revendications sont vigoureusement combattues par certaines personnalités caldoches de Nouvelle-Calédonie. Le 22 mai 1946, la maison des Tunica, où Jeanne Tunica et son fils sont présents, est touchée par un attentat qui ne provoque que des dégâts matériels. Les coupables ne seront pas retrouvés. Immédiatement après l'attentat, le 25 mai, les missions catholiques suscitent la création de l'Union des indigènes calédoniens amis de la liberté dans l'ordre (UICALO) pour faire pièce à l'influence communiste dans les tribus.

### Exil et oubli
Pour fuir les menaces, la famille Tunica décide de partir pour l'Australie en août 1946. Dénoncée comme une agente du Komintern au parlement australien, elle décide de rentrer en Métropole en 1950. Mais son mari, qui n'a pas acquis la nationalité française, se voit interdire l'entrée du territoire jusqu'en 1953. Dans une lettre datée du 22 décembre 1950 donnant un avis défavorable à l'entrée de son mari en France, le gouverneur de Nouvelle-Calédonie Pierre Cournarie indique : « MME Tunica [...] ne cachait pas ses sentiments et fut une ardente propagandiste communiste, ayant fait de son domicile le quartier général des militants indochinois et autochtones ».  Elle part donc avec sa famille pour Luganville sur l'île d'Espiritu Santo aux Nouvelles-Hébrides. Là, on lui refuse l'emploi administratif qu'elle sollicite en raison de son engagement communiste passé. Elle réside pendant un temps au camp vietnamien autogéré de la Sarakata sur cette même île. Après le décès de son mari en 1965, elle est admise en avril 1967 à l'hospice des Petites sœurs des pauvres à Nouméa. Elle y décède dans la solitude le 24 février 1972.

### Réhabilitation
En juillet 2020, Isabelle B.L, écrivaine, a écrit un roman en anglais largement inspiré de la vie de Jeanne Tunica y Casas. Ce livre incorpore des traductions de textes écrits par Jeanne Tunica y Casas ou sur elle.
En 2021, une plaque a été érigée en hommage sur l'emplacement où ses restes mortuaires ont été inhumés au cimetière du 5ème kilomètre à Nouméa, Nouvelle-Calédonie. 